# Antun Došen
Antun Došen ili Anton Dossen (1793. – 19. veljače 1874.) je bio feldmaršal austrijske carsko-kraljevske vojske.
Brat je pukovnika austrijske vojske i odlikovanog časnika Napoleonovih snaga, Petra Došena. Njegov sinovac Lavoslav Došen bio je general austrijske vojske. Antunov otac Karlo Došen spominje se 1804. godine kao satnik Ličke pješačke i graničarske pukovnije., a pradjed Dujam Došen bio je krajiški kapetan i vojvoda u borbama za oslobođenje Like od Turaka.
Sredinom lipnja 1849. je Antun Došen stekao čin general-majora. 28. lipnja 1854. je postao feldmaršal-leutnant. Umirovio se u siječnju 1856. godine.